# Voltaite
La voltaite (simbolo IMA: Vlt) è un minerale raro dell'omonimo gruppo e appartiene alla famiglia dei "solfati (seleniati, tellurati, cromati, molibdati, tungstati)". La sua composizione chimica è K2Fe2+5Fe3+3Al(SO4)12 • 18H2O ed è quindi chimicamente un solfato di potassio-ferro-alluminio contenente acqua.

## Etimologia e storia
La voltaite è stata scoperta per la prima volta alle fumarole della solfatara di Pozzuoli, in Campania.
La prima menzione del minerale viene da Scipione Breislak, che lo descrisse nel 1792 in un Essai minerologique sur la solfatare de Puozzole. Tuttavia, la voltaite non fu chiaramente analizzata fino al 1841 da Arcangelo Scacchi, che chiamò il minerale con il nome di Alessandro Volta per onorare i suoi successi nel campo della fisica e dell'elettricità.
Un minerale proveniente da Kremnica in Slovacchia, descritto da A. Paulinyi nel 1867 e da lui chiamato pettkoite, fu identificato come voltaite dopo essere stato testato da Gustav Tschermak von Seysenegg, motivo per cui la pettkoite fu screditata.
Un minerale verde scuro proveniente da Baia Sprie (in Romania), inizialmente ritenuto un analogo del tellurio della voltaite, è stato descritto nel 1965 da Manilici et al. e indicato come monsmedite. Tuttavia, recenti indagini hanno dimostrato che il minerale è identico alla voltaite, per cui anche il nome monsmedite è stato screditato.
Poiché la voltaite era già conosciuta e riconosciuta come specie minerale a sé stante molto prima della fondazione dell'Associazione Mineralogica Internazionale (IMA), questa è stata adottata dalla sua Commissione per i Nuovi Minerali, la Nomenclatura e la Classificazione (CNMNC) e si riferisce alla voltaite come un cosiddetto minerale "grandfathered" (G).
Non è ancora noto un luogo di stoccaggio per il campione tipo del minerale.

## Classificazione
La classica 9ª edizione della sistematica minerale di Strunz, che è stata aggiornata l'ultima volta dall'Associazione Mineralogica Internazionale (IMA) nel 2009, elenca la voltaite nella classe "7.C Solfati (selenati, etc.) senza anioni aggiuntivi, con H2O"; questa è ulteriormente suddivisa in base alla dimensione dei cationi coinvolti, in modo che il minerale possa essere trovato nella suddivisione "7.CC Con cationi di media e grande dimensione" in base alla sua composizione, dove forma il sistema nº 7.CC.25 con monsmedite, pertlikite e zincovoltaite.
Tale classificazione viene mantenuta invariata anche nell'edizione successiva, proseguita dal database "mindat.org" e chiamata Classificazione Strunz-mindat, nella quale i membri del sistema 7.CC.25 cambiano leggermente: zincovoltaite, magnesiovoltaite, pertlikite e ammoniomagnesiovoltaite.
Nella Sistematica dei lapis (Lapis-Systematik) di Stefan Weiß è stato assegnato il sistema e il minerale nº VI/C.14-50. In questa Sistematica ciò corrisponde alla classe dei "fosfati, arseniati e vanadati" e lì alla sottoclasse dei "solfati acquosi senza anioni estranei", dove la voltaite, insieme ad alum-(K), alum-(Na), ammoniomagnesiovoltaite, lanmuchangite, lonecreekite, pertlikite e zincovoltaite, forma il "gruppo dell'allume" con il sistema nº VI/C.14.
La classificazione dei minerali secondo Dana, che viene utilizzata principalmente nel mondo anglosassone, classifica la voltaite nella classe dei "solfati, cromati e molibdati" e lì nella sottoclasse degli "acidi idrati e solfati". Qui forma il sistema nº 29.09.01 con pertlikite e zincovoltaite, che si trovano all'interno della suddivisione degli "acidi e solfati acquosi con varie formule".

## Abito cristallino
La voltaite cristallizza nel sistema cubico nel gruppo spaziale Fd3c (gruppo nº 228) con il parametro del reticolo a = 27,25 Å e 16 unità di formula per cella unitaria.

## Proprietà
In acqua, la voltaite si decompone e forma una soluzione acida con un residuo giallo limone. È anche solubile negli acidi.

## Origine e giacitura
La voltaite si forma secondariamente come prodotto di conversione nei depositi di pirite, prevalentemente in condizioni aride, dove può anche formarsi secondariamente a causa delle attività minerarie. I minerali associati includono alogeno, botriogeno, copiapite, coquimbite, goldichite, alotrichite, esaidrite, jarosite, krausite, melanterite, metavoltina, pickeringite, romboclasio e römerite.
Essendo una formazione minerale rara, la voltaite è stata rilevata solo in pochi siti, con circa 120 siti documentati alla data del 2023. In Italia, oltre alla località tipo, la "solfatara di Pozzuoli", il minerale si trova anche nell'Atrio del Cavallo tra il Vesuvio e il Monte Somma, in diverse località dell'isola di Vulcano (Sicilia) e nelle miniere di Campiano (Montieri), a Pereta, Capo Calamita (presso Capoliveri) e Cava del Ferro (presso Fornovolasco) in Toscana.
In Germania, la voltaite è stata finora rinvenuta nella miniera di Clara vicino a Oberwolfach (Baden-Württemberg), nella miniera "Bayerland" vicino a Pfaffenreuth (presso Leonberg), nelle miniere di Rammelsberg (in Bassa Sassonia), nelle miniere Anna, Julia e Auguste Victoria della Renania Settentrionale-Vestfalia, nella miniera "Einheit" vicino a Elbingerode (in Sassonia-Anhalt), nelle miniere Carola e Willi Agatz vicino a Dresda (in Sassonia) così come precedentemente anche nei cumuli accatastatori vicino a Ronneburg (in Turingia).
In Austria, la voltaite è stata finora trovata solo in Stiria, più precisamente vicino a Zangtal nel giacimento di lignite di Köflach-Voitsberg e nella cava di Spitzmühle vicino a Leutschach. L'unico sito conosciuto in Svizzera è Les Valettes sul monte Chemin vicino a Martigny, nel Canton Vallese.
Altre località includono Argentina, Australia, Belgio, Bolivia, Cile, Cina, Grecia, Francia, Iran, Giappone, Canada, Messico, Polonia, Slovacchia, Spagna, Tagikistan, Repubblica Ceca, Ungheria, Stati Uniti e Cipro.

## Forma in cui si presenta in natura
La voltaite spesso sviluppa cristalli ottaedrici o dodecaedrici e combinazioni di dimensioni fino a circa due centimetri, ma anche aggregati minerali da granulari a massicci ed efflorescenze di colore da verde scuro a nero con striature grigio-verdi.
Il minerale è solitamente verde opaco e traslucido solo in strati sottili. I cristalli fragili si rompono come un vetro simile a una conchiglia e hanno una lucentezza simile alla resina sulle loro superfici. Con una durezza Mohs pari a 3-3,5, la voltaite è uno dei minerali medio-duri che possono essere graffiati con una moneta di rame, simile al minerale di riferimento calcite.